# Saoussen Boudiaf
Pour les articles homonymes, voir Boudiaf (homonymie).
Saoussen Boudiaf née le 31 décembre 1993 à Roubaix, est une escrimeuse franco-algérienne pratiquant le sabre.

## Biographie
Saoussen Boudiaf naît le 31 décembre 1993 à Roubaix d'une mère algérienne et d'un père ivoirien, dans une fratrie de quatre enfants. Elle n'a jamais connu son père et sa mère décède six années plus tard, ce sont donc sa tante et sa grand-mère qui l'élèvent. À onze ans passés, sa tante l'encourage à débuter la pratique d'un sport et lui propose le Cercle d'escrime de Roubaix qui se trouve à deux pas de leur domicile. Après quelques séances qui ont réussi à la convaincre, elle intègre le club et s'entraîne avec le maître d'armes Jean-Michel Saget.
Prometteuse, elle s'illustre lors de plusieurs épreuves de la coupe du monde junior alors qu'elle n'est encore que cadette, ce qui lui vaut de rejoindre le Pôle Espoirs de sabre à Orléans en 2010. Deux années plus tard, en 2012, elle intègre l'Institut national du sport, de l'expertise et de la performance (INSEP). Dans le même temps, elle obtient le bronze en individuel et l'or par équipes aux championnats du monde junior en Russie.
Elle remporte une médaille d'argent par équipes lors des championnats d'Europe d'escrime 2014 à Strasbourg et lors des championnats du monde d'escrime 2014 à Kazan.
Elle est à nouveau médaillée d'argent par équipes lors des championnats d'Europe d'escrime 2016 à Toruń.
Ces bons résultats lui valent d'être sélectionnée comme première remplaçante de l'équipe française de sabre dame.
A 26 ans, avec treize années sur les pistes derrière elle, elle annonce sa retraite sportive, après une saison 2020 marquée par la pandémie de Covid-19. Elle désire alors se reconvertir dans le social et reprendre des études d'aide-soignante.
Cependant, à la surprise générale, elle réapparait sur les pistes et sous les couleurs de l'Algérie, au début de la saison de 2021-2022. Parallèlement, elle continue de participer à différentes épreuves du circuit national français. Elle s'illustre notamment à Joué dans sa ville natale, Roubaix, en triomphant lors de ces deux étapes.
De confession musulmane, Saoussen Boudiaf signe, début 2022, la tribune « Laissez jouer les hijabeuses » qui s'oppose à un amendement du Sénat qui ferait de la France un des seuls pays au monde à prohiber le port du voile lors des compétitions sportives.
Elle est médaillée d'or en sabre par équipes et médaillée de bronze en sabre individuel aux Championnats d'Afrique 2022 à Casablanca. Elle remporte ensuite l'or aux Jeux méditerranéens de 2022, où seule une épreuve individuelle est disputée.
Elle est médaillée d'or en sabre individuel et médaillée d'argent en sabre par équipes aux Championnats d'Afrique 2023 au Caire.

## Palmarès

### Pour l'Algérie
- Championnats d'Afrique
  -  Médaille d'or en individuel aux championnats d'Afrique 2023 au Caire
  -  Médaille d'or par équipes aux championnats d'Afrique 2022 à Casablanca
  -  Médaille d'argent par équipes aux championnats d'Afrique 2023 au Caire
  -  Médaille de bronze en individuel aux championnats d'Afrique 2022 à Casablanca
- Jeux méditerranéens
  -  Médaille d'or en individuel aux Jeux méditerranéens de 2022 à Oran

### Pour la France
- Championnats du monde
  -  Médaille d'argent par équipes aux championnats du monde 2013 à Kazan
- Championnats d'Europe
  -  Médaille d'argent par équipes aux championnats d'Europe 2014 à Strasbourg
  -  Médaille d'argent par équipes aux championnats d'Europe 2015 à Montreux
  -  Médaille d'argent par équipes aux championnats d'Europe 2016 à Toruń
- Épreuves de coupe du monde
  -  Médaille d'or par équipes à la coupe du monde de Pékin sur la saison 2014-2015
  -  Médaille d'argent par équipes à la coupe du monde de Saint-Nicolas sur la saison 2015-2016
  -  Médaille d'argent par équipes à la coupe du monde de Yangzhou sur la saison 2016-2017
  -  Médaille de bronze par équipes au Trophée BNP Paribas à Orléans sur la saison 2015-2016
  -  Médaille de bronze par équipes à la Coupe Acropolis à Athènes sur la saison 2015-2016
  -  Médaille de bronze par équipes à la Coupe Acropolis à Athènes sur la saison 2017-2018

## Classement en fin de saison
| Année | 2012 | 2013 | 2014 | 2015 | 2016 | 2017 | 2018 | 2019 | 2020 | 2021 | 2022 |
| ----- | ---- | ---- | ---- | ---- | ---- | ---- | ---- | ---- | ---- | ---- | ---- |
| Rang  | 112  | 52   | 43   | 28   | 49   | 28   | 52   | 81   | 106  | 98   | 57   |